# Sadleria
Sadleria es un género con seis especies de helechos perteneciente a la familia  Blechnaceae, son originarias de Hawái.

## Taxonomía
El género fue descrito por Georg Friedrich Kaulfuss  y publicado en Enumeratio Filicum 161. 1824. La especie tipo es: Sadleria cyatheoides Kaulf.

## Especies
- Sadleria cyatheoides Kaulf. (Amaumau o Rasp Fern)
- Sadleria pallida Hook. & Arn.
- Sadleria souleyetiana (Gaud.) T.Moore
- Sadleria squarrosa (Gaud.) T.Moore
- Sadleria unisora (Bak.) Rob.
- Sadleria wagneriana D.D.Palmer & Flynn